# Beierius semimarginatus
Espèce
Beierius semimarginatus est une espèce de pseudoscorpions de la famille des Cheliferidae.

## Distribution
Cette espèce se rencontre au Congo-Kinshasa, au Zimbabwe et en Namibie.

## Publication originale
- Beier, 1959 : Pseudoscorpione aus dem Belgischen Congo gesammelt von Herrn N. Leleup. Annales du Musée du Congo Belge, Sciences Zoologiques, vol. 72, no 8, p. 5-69.